# Scapania nimbosa
Scapania nimbosa là một loài rêu trong họ Scapaniaceae. Loài này được Taylor ex Lehm. mô tả khoa học đầu tiên năm 1844.